# Neonitocris rubricollis
Neonitocris rubricollis là một loài bọ cánh cứng trong họ Cerambycidae.